# Yahya Al-Gahes
Yahya Al-Gahes (ur. 19 lutego 1986) – saudyjski lekkoatleta, sprinter.

## Osiągnięcia
- złoty medal mistrzostw świata juniorów młodszych (bieg na 100 m, Sherbrooke 2003)
- złoto mistrzostw Azji juniorów (Ipoh 2004)[1]
- złoto mistrzostw Azji (bieg na 100 m, Inczon 2005), na tych samych zawodach wywalczył także brąz w sztafecie 4 x 100 metrów
- srebro halowych igrzysk azjatyckich (bieg na 60 m, Makau 2007)

## Rekordy życiowe
- bieg na 100 metrów – 10,28 (2005) / 10,24w (2004)
- bieg na 60 metrów (hala) – 6,56 (2007) rekord Arabii Saudyjskiej